# Dolichopeza thisbe
Dolichopeza thisbe är en tvåvingeart som beskrevs av Alexander 1938. Dolichopeza thisbe ingår i släktet Dolichopeza och familjen storharkrankar. Inga underarter finns listade i Catalogue of Life.